# 121718 Ashleyscroggins
121718 Ashleyscroggins este o planetă minoră (asteroid) din centura de asteroizi. A fost descoperită pe 7 decembrie 1999 la Catalina Station⁠(d) de Catalina Sky Survey. 
Obiectul prezintă o orbită caracterizată de o semiaxă mare de 3,05621266212 UAi, o excentricitate de 0,08, o înclinație de 16,2 ° în raport cu ecliptica.